# 双庙镇 (杭锦后旗)
双庙镇，是中华人民共和国内蒙古自治区巴彦淖尔市杭锦后旗下辖的一个乡镇级行政单位。

## 行政区划
双庙镇下辖以下地区：
建正村、二支村、黄家滩村、增光村、尖子地村、继丰村、富民村、太荣村、太华村、新建村、五一村和五丰村。